# Tittenhurst Park

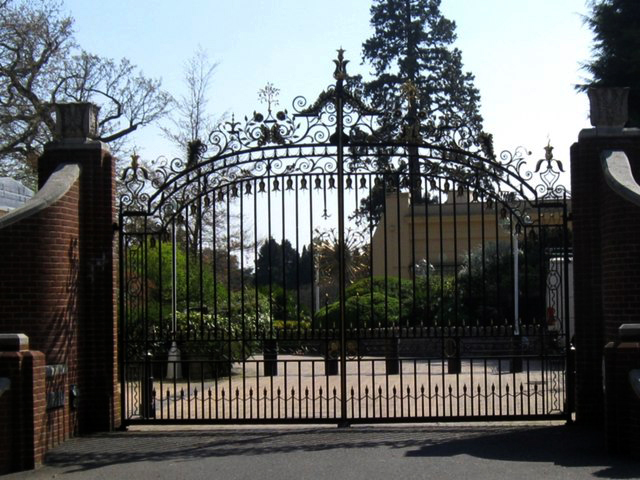
Eingangstor

Tittenhurst Park ist ein Landhaus im Stil der Georgianischen Architektur. Das 29 Hektar umfassende Grundstück liegt westlich von London und östlich von Ascot in Windsor and Maidenhead in der englischen Grafschaft Berkshire. Es diente John Lennon und seiner zweiten Frau Yoko Ono vom Sommer 1969 bis zum August 1971 als Wohnort. Von diesem Zeitpunkt bis zum Ende der 1980er Jahre wurde es von Ringo Starr bewohnt.

## Frühere Besitzer
Die Geschichte von Tittenhurst Park geht bis ins Jahr 1737 zurück, die Fassade des Hauses stammt allerdings zum größten Teil aus der Zeit um das Jahr 1830. 1869 erwarb der Philanthrop Thomas Holloway (1800–1883) das Anwesen und lebte dort bis zu seinem Tod. Holloway war der Gründer von zwei Institutionen, die in der Nähe gebaut wurden: das Holloway Sanatorium in Virginia Water (Surrey) und das Royal Holloway College in Englefield Green. Etwa 1898 kaufte Thomas Herman Lowinsky das Anwesen. Lowinsky war ehemaliger Generaldirektor der Hyderabad (Deccan) Company. Er war aktives Mitglied der Royal Horticultural Society und gewann deren Goldmedaille für seine Rhododendren, von denen er in den Gärten von Tittenhurst Park eine große Sammlung angelegt hatte.

## John Lennon und Tittenhurst Park

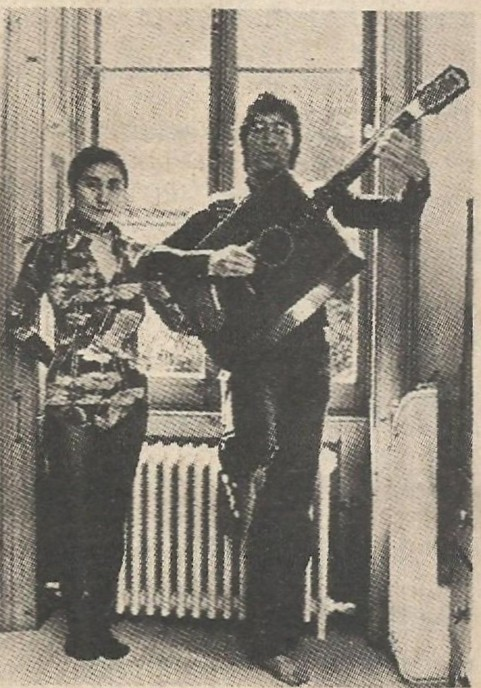
John Lennon und Yoko Ono, 1971

John Lennon kaufte das Grundstück, nachdem er sein Haus Kenwood in Surrey verkauft hatte, in dem er mit seiner ersten Ehefrau Cynthia Lennon gewohnt hatte, weil Tittenhurst Park ihn an den Calderstones Park in Liverpool erinnerte, in dem er in seiner Kindheit viel Zeit verbracht hatte. Lennon kaufte das Grundstück für 145.000 £ von Peter Cadbury. Das Grundstück umfasst spektakuläre Gärten, eine Villa im Neu-Tudorstil und einige Cottages, die früher von den Bediensteten bewohnt wurden. Lennon und Ono renovierten das Haus für ungefähr den doppelten Kaufpreis, um die Innenausstattung nach ihrem Geschmack zu gestalten, gaben einige handgewebte, orientalische Teppiche in Auftrag und legten ohne Erlaubnis einen See an, den sie von ihrem Schlafzimmer aus sehen konnten.
Die letzten Fotoaufnahmen der Beatles fanden am 22. August 1969 auf dem Grundstück von Tittenhurst Park statt. Fotografen waren Ethan Russell und Monte Fresco vom Daily Mirror. Zusätzliche Fotos machte der Beatles-Assistent Mal Evans. Zwei der Fotos von Russell wurden Anfang 1970 als Cover für die Vorder- und Rückseite des Beatles-Kompilationsalbums Hey Jude verwendet. Im selben Jahr, nach dem endgültigen Zerwürfnis der Beatles, baute Lennon in Tittenhurst Park sein eigenes Aufnahmestudio namens Ascot Sound Studios, in dem er mit Imagine und Ono mit Fly ihre nächsten Alben aufnahmen. Die Cover der Alben John Lennon/Plastic Ono Band und Yoko Ono/Plastic Ono Band wurden von Lennon und Ono im Tittenhurst Park mit einer Instamatic-Kamera aufgenommen und Teile des Imagine-Musikvideos in Filmlänge, das Teile des Albums Fly beinhaltet, wurden auf dem Grundstück aufgenommen. Das Innere des Hauses wurde auch als Hintergrund des Promotion-Films für die Single Imagine verwendet, in dem man Ono sieht, wie sie die Jalousien öffnet, während John Lennon auf einem weißen Flügel spielt.
In den Jahren 1970 und 1971 begaben sich Lennon und Ono häufig in die Vereinigten Staaten, zuerst zur Primärtherapie in Arthur Janovs Institut in Kalifornien, dann wegen Anhörungen über das Sorgerecht an Yoko Onos Tochter Kyoko Chan Cox nach Houston und New York City. Ono verbrachte ihr frühes Erwachsenenleben in New York und fühlte sich dort mehr zuhause als in England, genau wie Lennon, nachdem dieser genug vom Landleben hatte, und so mieteten sie Ende 1971 ein Apartment in der Bank Street in Manhattan. Am 31. August 1971 zogen sie endgültig aus Tittenhurst Park aus und nach New York.

## Ascot Sound Studios
Ascot Sound Studios war ein mit analoger Technik ausgestattetes Tonstudio, das John Lennon und Yoko Ono 1970 in ihrem Haus in Tittenhurst Park installieren ließen. Das Studio war mit einem Achtspurrekorder und einem 16-Kanal-Mischpult ausgestattet. Durch das eigene Studio waren Lennon und Ono nicht darauf angewiesen, Studiozeit in den Abbey Road Studios oder einem anderen externen Studio zu buchen. Tontechniker und zusätzliche Musiker wurden nach Bedarf engagiert. Während der Aufnahmen für die Alben Imagine und Fly wohnten Musiker und technisches Personal in den Gastunterkünften in Tittenhurst Park.
1971 erfolgten hier die Aufnahmen für Lennons erfolgreiches Album Imagine, das von Phil Spector koproduziert wurde. George Harrison spielte Gitarre bei mehreren Liedern, unter anderem bei dem Stück How Do You Sleep?, in dessen Text sich Lennon recht bösartig über Paul McCartney äußert. Ringo Starr, der bei den Aufnahmen anwesend war, ging es schließlich zu weit, und er erklärte: „Jetzt reicht es, John.“ Die Aufnahmen für das Album wurden filmisch begleitet, und das Material wurde sowohl für den Dokumentarfilm Imagine: John Lennon und eine Making-of-Dokumentation des Albums verwendet.
Parallel zu den Aufnahmen für Imagine fanden die Arbeiten für Yoko Onos Album Fly statt. Anschließend nahmen Lennon und Ono in den Ascot Sound Studios nicht mehr auf, da das Paar in die USA gezogen war.

## Startling Studios
Nachdem Lennon beschlossen hatte, in die USA umzuziehen, verkaufte er Tittenhurst Park an Ringo Starr, der das Anwesen am 18. September 1973 erwarb. Starr benannte das Tonstudio in Startling Studios um. Bevor er 1975 seinen Wohnsitz nach Monaco verlegte, um Steuern zu sparen, nutzte er es als sein privates Studio. Es folgte die Umwandlung in ein kommerzielles Tonstudio. Die Ausstattung wurde modernisiert und Mike O’Donnell, der zuvor im Apple Studio der Beatles tätig war, übernahm die Leitung des Studios und arbeitete dort, unterstützt von David Tickle als Toningenieur. Zu den Künstlern, die das Studio nutzten, gehörten unter anderem Maggie Bell (1975, Album Suicide Sal), Roger Chapman (1978, Album Chappo), Split Enz (1978, Album Frenzy) oder Def Leppard (1980, Album On Through the Night). 1979 nutzte die britische Heavy-Metal-Band Judas Priest das Studio, um ihr Livealbum Unleashed in the East fertigzustellen und abzumischen. 1980 nahm die Band ihr sechstes Studioalbum British Steel in den Startling Studios auf. Nachdem Ringo Starr 1981 wieder in Tittenhurst Park eingezogen war, nutzte er das Studio nur noch privat. 1988 verkaufte Starr das Anwesen an Scheich Zayid bin Sultan Al Nahyan, der das Anwesen komplett renovierte und das Studio entfernen ließ.